# Le Ménil
Le Ménil är en kommun i departementet Vosges i regionen Grand Est (tidigare regionen Lorraine) i nordöstra Frankrike. Kommunen ligger i kantonen Le Thillot som tillhör arrondissementet Épinal. År 2022 hade Le Ménil 984 invånare.

## Befolkningsutveckling
Antalet invånare i kommunen Le Ménil
| Referens: INSEE |